# Петро-Павловский Абалацко-Знаменский монастырь
Петро-Павловский Абалацко-Знаменский монастырь — женский монастырь Русской православной церкви в городе Семей (Казахстан). Расположен в здании, ранее принадлежавшем Киргизской духовной миссии.

## История

### Киргизская духовная миссия[2]
Киргизская духовная миссия, выделившаяся в конце XIX века из Алтайской, была открыта летом 1881 года, просуществовав вплоть до 1917 года. Частью Алтайской миссии она была до 1895 года, а последние 22 года своего существования провела в самостоятельности. Она с самого начала создавалась в качестве противоисламской, и занималась исключительно распространением православия среди казахов. До 1883 года миссия в составе миссионера (первоначально это был протоиерей Михаил Григорьевич Путинцев, впоследствии его сменил Филарет Сеньковский, будущий епископ Владикавказский и Моздокский), и псаломщика и переводчика Алексея Холуева. В 1884 году вместо Холуева псаломщиком был назначен учитель Тодогошев, а переводчиком — казах Х. И. Котлов.
С расширением Киргизской миссии 12 июня 1890 года отец Филарет Синьковский был пострижен в монашество и принял имя Владимир, а 21 ноября того же года был возведен в игуменский сан с определением помощником начальника Алтайской миссии (до того он считался ее рядовым сотрудником). В 1891 году его на посту главы Киргизской миссии сменил иеромонах Сергий (Петров).
В 1895 году Киргизская миссия вошла в подчинение Омской епархии, и слилась с аналогичной миссией, которая уже была в её составе, иеромонах Сергий возглавил объединённую структуру. В этом же году в Заречной Слободке Семипалатинска был построен дом начальника миссии с домовой церковью святых первоверховных апостолов Петра и Павла, и миссионерская церковь Благовещения пресвятой Богородицы, разрушенная в 1934 году.
Миссия существовала до 1918 года, однако впоследствии была закрыта. В 1921 году имущество миссии передали Благовещенскому храму Семипалатинска, а в здании разместили детский дом. Затем оно пустовало до передачи Турксибу в 1929 году. С 1950-х годов в нём располагался топографический техникум. В 1962 году был надстроен третий этаж.

#### Свято-Ключевский Знаменский монастырь
Абалацко-Знаменский монастырь считается продолжателем традиций женского монашества Знаменской женской монашеской общины на Святом Ключе, существовавшей в Семипалатинске до начала 1920-х годов. Община с единственным домовым Знаменским храмом была образована по определению Святейшего Синода в 1906 году; это решение фактически закрепило существование образованного ранее сообщества. Первоначально община была организована монахинями Леснинского Седлецкого монастыря, и в начале своего существования размещалась близ здания миссии в Семипалатинске, а 1902 году - переехала на Святой Ключ.

### Открытие монастыря[1]
В 1994 году бывшее здание миссии передали верующим. В 1997 году монашескую общину зарегистрировали в Министерстве юстиции Казахстана как женский монастырь. На территории монастыря расположена часовня в честь Иверской иконы Божией Матери.